# ビジターゲーム (日本プロ野球)
ビジターゲームとは、ホーム・アンド・アウェイ・ゲームにおいて、アウェイとなる側のチームから見た試合を意味する和製英語。日本のプロ野球において慣用化している誤用であり、英語ではroad gameあるいはaway gameと呼ぶ。
ホームの側が遠征してきたチームを「ビジター（お客さん）」と呼ぶのは正しい用法であるが、遠征する側が自らに対してビジターという単語を形容詞的に用いることはない。ビジター用ユニフォームなどという表現も定着しているが、誤りである。
ここでは、日本プロ野球におけるビジターチームの試合の流れを説明する。
ただし、ダービーマッチである場合はその限りではない。

## 流れ

### 試合前
多くの場合前日までに移動を済ませ、球団が手配したホテルなどに宿泊する。選手の自宅や実家が近くにある、あるいは自前で宿泊先を用意できる場合はこの限りにない。ユニフォームはアウェイ用のものを着用する。試合前の練習は通常ホームチームの後に行うが、ホームチームに比べて時間が短く、食事時間も満足に取れないことがあるという。

### 試合中
慣例として先攻となる。球場側からの応援演出は基本的にないが、例外として選手が大台の記録を達成した場合などにはアナウンス、ビジョンでの表示、花束が手渡されるなどの祝福はある。近年は、7回表にビジターチームの球団歌が流れるようになった。

### 試合後
ビジターが勝った場合は、お立ち台ではなくベンチ前のフィールド上でヒーローインタビューが行われるが、ホームチームのファンに配慮してインタビューを球場に流さないチームもある（中継用にしか取らない）。また地方球場のゲームでは、試合後のインタビューそのものが行われない場合もある。

## 例外
本拠地球場でホームチームがビジター扱いの試合を行った場合は、主催球団による配慮が行われる場合がある。
- 1999年6月11日から6月13日まで、オリックス・ブルーウェーブ（現：オリックス・バファローズ）主催の対福岡ダイエーホークス（現：福岡ソフトバンクホークス）戦がダイエーの本拠地の福岡ドームで行われたが、これは当時本拠地としていた神戸総合運動公園野球場(グリーンスタジアム神戸・現ほっともっとフィールド神戸)が屋外球場なので梅雨時の試合消化が難しくなることを懸念し、ダイエー側の許諾を得て行われたものだった。しかし、ベンチについてはダイエーが通常通り一塁側を使用し、ダイエーが勝った場合には、終了後の花火の打ち上げとヒーローインタビューが通常のダイエーのホームゲームに準じた形式で行われていた。

北海道日本ハムファイターズは監督である新庄剛志の「ウエート場とかもしっかりした設備を相手チームにも与えてますし。バッティングゲージも。相手チームもいい準備をさせて正々堂々と戦おうじゃないかといつも意識して、伝えてます。それは本当に大事なことなので。相手チームの主力選手がけがをすると、僕は悲しい気持ちにもなるし、そっちの方が面白い」の意向で2025年からビジターチームのスタメン発表に演出や勝利インタビューにお立ち台が入ったほか練習時間、設備もホーム、ビジター共に等しくされた。 